# Kinyongia tavetana
Kinyongia tavetana (nombres comunes: camaleón de dos cuernos del Kilimanjaro, camaleón de Dwarf Fischer) es un camaleón del género Kinyongia. Es originaria del sur de Kenia y el norte de Tanzania. Su localidad tipo es el monte Kilimanjaro, pero también se la conoce desde las colinas de Chyulu y el monte Meru hasta las montañas Pare. Hasta 2008, se confundía ampliamente con K. fischeri, pero los rangos de las dos especies no se superponen.
La longitud promedio de la especie es de 9.5 pulgadas, y generalmente es de color marrón, verde y gris. Los machos tienen dos cuernos falsos aplanados en forma de "hoja de sierra", mientras que las hembras carecen de estos rasgos distintivos.